# Danger Zone (videogioco 1986 C16)
Danger Zone è un videogioco sparatutto a scorrimento spaziale pubblicato nel 1986 per Commodore 16 dalla Codemasters. L'azione è rapida e semplice e consiste nel colpire navicelle avversarie ed evitare asteroidi.

## Modalità di gioco
Si controlla una navicella modello XT/99 con scorrimento orizzontale continuo verso destra su uno sfondo di spazio stellato. La XT/99 si trova sempre sul lato sinistro dello schermo, il giocatore può soltanto muoverla in su e giù e sparare verso destra, anche a fuoco continuo. Gli spostamenti sono con inerzia e quando la XT/99 raggiunge i bordi superiore o inferiore rimbalza.
Dal lato destro dello schermo arrivano navicelle nemiche di diversi tipi e, più avanti, piccoli asteroidi. Le navi hanno traiettorie irregolari e gli asteroidi viaggiano diritti, entrambi fino a scomparire quando escono dal lato sinistro. Le navi si possono distruggere sparando, gli asteroidi si devono soltanto evitare.
Quando la XT/99 si scontra con un nemico o un asteroide perde un po' dell'energia vitale, rappresentata da una barra dello "scudo", e quando l'esaurisce perde una vita. Sparare causa invece un consumo della barra dell'"energia", esaurita la quale la cadenza di fuoco si riduce molto. Lo scudo si rigenera completamente a ogni passaggio di livello, mentre l'energia si ricarica progressivamente quando non si spara.
Ci sono 20 livelli, terminati i quali si ricomincia da capo. Il gioco cambia molto poco col progredire dei livelli. La difficoltà comunque aumenta, si aggiungono gli asteroidi e già al livello 4 ne arriva una pioggia molto fitta e difficile da evitare.

## Accoglienza
Danger Zone ricevette accoglienza tiepida dalla critica europea, soprattutto a causa del suo poco spessore.
Secondo la rivista Zzap! (voto 56%) non era niente di particolare, ma abbastanza giocabile.
Per Commodore User (voto 4/10) non aveva niente di interessante.
Your Commodore valutò sufficienti la grafica e il gameplay frenetico, che però stanca presto; l'originalità era ritenuta molto carente.
What Poke (voto 51%) trovò che non era troppo male, ma manca di longevità.
Secondo il libro 100+4/2 Játékok è ben programmato, ma povero di idee. 